# Тапаніла (станція)
60°15′48″ пн. ш. 25°01′46″ сх. д. / 60.263258492355° пн. ш. 25.029373467888° сх. д.
Тапаніла (фін. Tapanilan rautatieasema; швед. Mosabacka järnvägsstation) — залізнична станція мережі приміських залізниць Гельсінкі, розташована в Гельсінкі, Фінляндія, між станціями Пуїстола та Малмі, приблизно за 13 км NE від Гельсінкі-Центральний. 
Пасажирообіг у 2019 склав 1,623,986 осіб 

Відкрита 1907 року. 
Конструкція — наземна відкрита, з однією прямою острівною платформою.

## Пересадки
- Автобуси: 74, 74N, 702